# Катрин Мајнер
Катрин Мајнер (рођена 17. јануара 1973. године у Источном Берлину) је некадашња немачка пливачица. Освојила је велики број медаља на готово свим такмичењима на којима је учествовала.

## Каријера
Највеће успехе доживела је готово на самом почетку каријере. На Олимпијским играма у Сеулу тада за државу Источна Немачка, освојила је две златне и једну бронзану медаљу са само 15 година. Злато је освојила у штафетама 4х100 метара мешовито и слободним стилом, а бронзу на 50 метара слободним стилом.